# Чхунсук (ван Корьо)
Чхунсук (кор. 충숙, 忠肅, Chungsuk, Ch'ungsuk; 30 липня 1294 — 3 травня 1339) — корейський правитель, двадцять сьомий володар Корьо.
Був старшим сином і спадкоємцем вана Чхунсона. Зійшов на престол 1313 року після зречення батька, який виїхав до столиці китайської династії Юань, міста Даду (сучасний Пекін).
1330 року Чхунсук передав владу своєму старшому сину Чхунгє, проте за два роки під тиском Юань повернувся на престол. 1339 року ван помер, і трон остаточно зайняв Чхунгє.